# Lauri Pelkonen
Lauri Arvid Pelkonen, född 2 september 1894 i Pyhäjärvi i Viborgs län, död 22 januari 1918 i Davidstad, Luumäki, var en finländsk jägarofficer. 
Han tog studentexamen i Kexholm 1913 och studerade därefter vid handelshögskolan mellan 1913 och 1914. Den 30 januari 1916 anslöt han sig till jägarrörelsen, och kom att delta i första världskriget i striderna vid Misse-floden, Rigabukten, Schmarden och vid Aa-floden. Tillbaka till Finland återvände han den 8 december 1917 med vapenfartyget S/S Equity. Han beordrades till Villmanstrand som utbildare; grundade därvidlag skyddskårer i Villmanstrand, Lappvesi, Savitaipale, Klemis, Luumäki och Joutseno. Han stupade som förste jägare i striden vid Davidstad den 21 januari 1918.
Ett minnesmärke finns i Luumäki. Pelkonen själv är begravd på Pyhäjärvi begravningsplats. 